# Can Carcana
Can Carcana és una obra de Torrelles de Llobregat (Baix Llobregat) inclosa a l'Inventari del Patrimoni Arquitectònic de Catalunya.

## Descripció
Conjunt de tres cases que ocupen les terrasses al vessant sud de la Penya del Moro. Estan situades a l'esquerra del torrent de la Font de l'Alba, que aboca l'aigua a la riera de Torrelles, enmig de garrofers i pins i alguns conreus. S'hi accedeix passant per Torrelletes.